# Physocephala vaginalis
Physocephala vaginalis är en tvåvingeart som först beskrevs av Camillo Rondani 1865.  Physocephala vaginalis ingår i släktet Physocephala och familjen stekelflugor. Inga underarter finns listade i Catalogue of Life.